# Egüés (Navarra)
Valle de Egüés (baskisch: Eguesibar) ist eine Gemeinde in Navarra in Spanien. Valle de Egüés hat 22.443 Einwohner (Stand: 2024) und ist damit der drittgrößte Ort in Navarra.

## Geographie
Egüés befindet sich am Stadtrand von Pamplona, im Pamplona-Becken und ist Teil des Ballungsraums von Pamplona. Das Becken besteht aus mehreren Siedlungen, von denen einige eigentlich Vororte von Pamplona sind und andere komplett ländliche Dörfer.

## Geschichte
Valle de Egüés wurde erstmals im 12. Jahrhundert urkundlich erwähnt und gehörte bis 1661 zu den heutigen Gemeinden Huarte, bis 1971 zu Burlada und bis 1998 zum heutigen Pamploneser Stadtteil Mendillorri.

## Sport
Das Movistar Team, ein spanisches UCI WorldTeam im Straßenradsport hat seinen Sitz in der Gemeinde.

## Persönlichkeiten
- Jesús Langarica Olagüe (1912–2009), römisch-katholischer Ordensgeistlicher, Apostolischer Präfekt von Aguarico